# 科林齊
48°50′47″N 24°57′46″E / 48.84639°N 24.96278°E
科林齊（烏克蘭語：Колінці），是烏克蘭西部的村莊，隸屬伊萬諾-弗蘭科夫斯克州的伊萬諾-弗蘭科夫斯克區。該村始建於1380年，面積12.3平方公里，2001年人口911，人口密度每平方公里74.1人。